# Glasson Dock

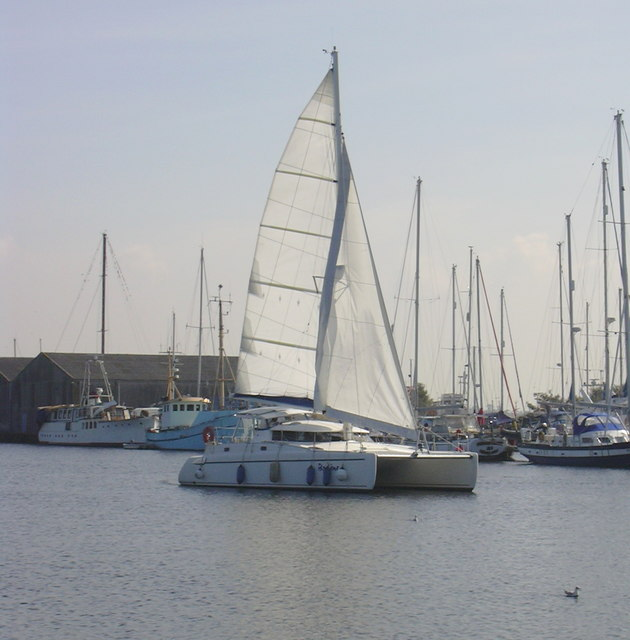
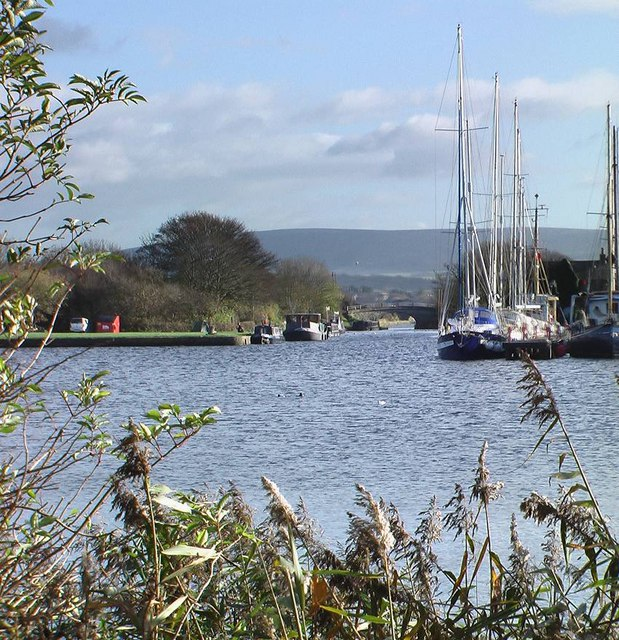
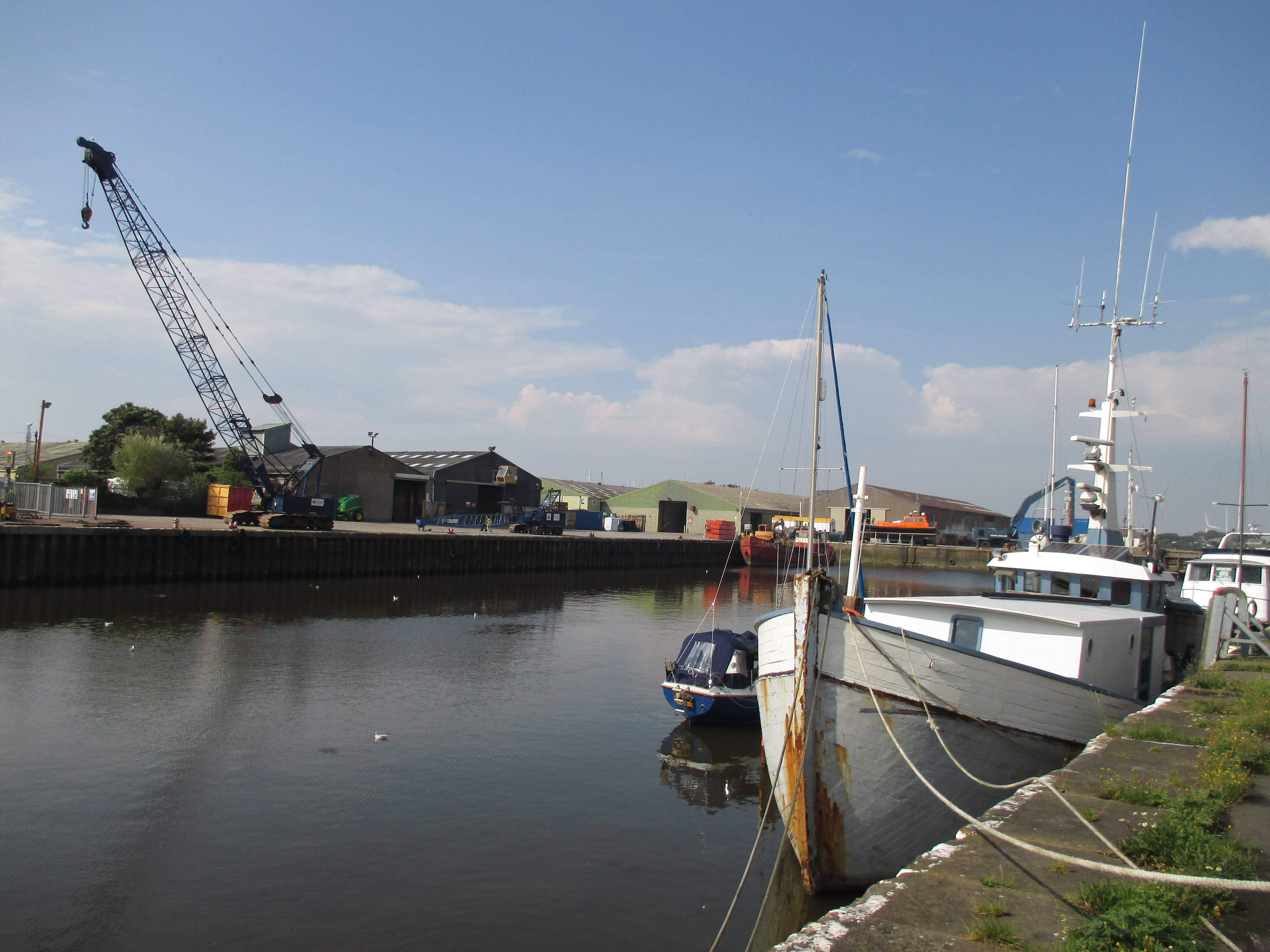
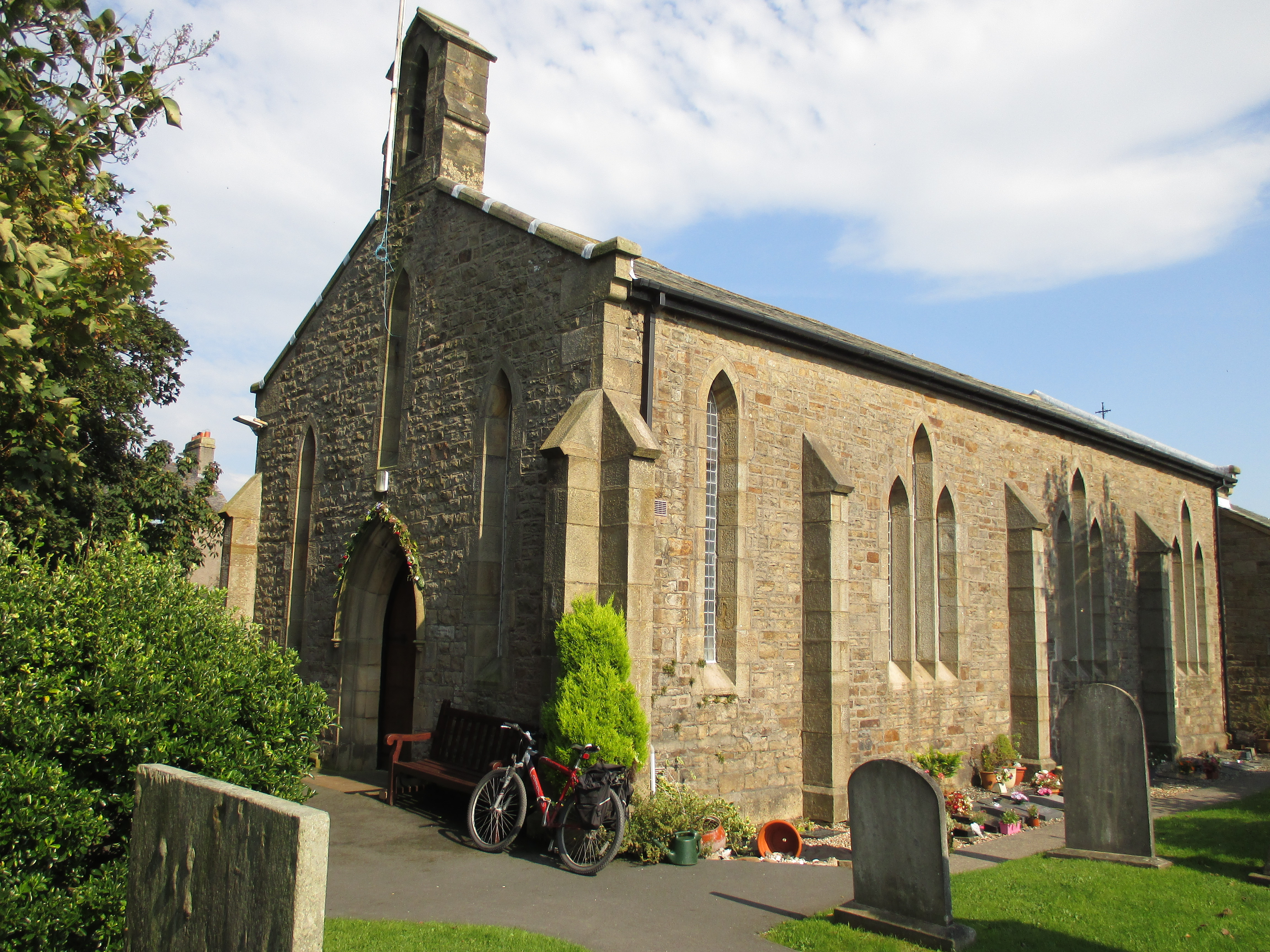

Glasson Dock – wieś w Anglii, w hrabstwie Lancashire, w dystrykcie Lancaster. Leży 72 km na północny zachód od miasta Manchester i 332 km na północny zachód od Londynu.